# Louis-Emmanuel-Aimé Damesme
Pour les articles homonymes, voir Damesme.
Louis Emmanuel Aimé Damesme est un architecte français né à Magny-en-Vexin (actuel département du Val-d'Oise) le 19 avril 1757 et mort à Paris le 14 avril 1822. Chef de l'atelier d'architecture de Claude-Nicolas Ledoux, son œuvre personnelle la plus connue est la reconstruction du Théâtre de la Monnaie de Bruxelles en 1818-1819.

## Biographie
Dessinateur dans l'atelier d'architecture de Claude-Nicolas Ledoux, Damesme s'y lia d'amitié avec Jean-Nicolas Sobre. Ensemble, ils aménagèrent rue et carré Saint-Martin, no 16, une salle de réunion destinée à une loge maçonnique. Seul, Damesme bâtit le Théâtre de la Société olympique, rue de la Victoire, également pour une obédience maçonnique.
En 1786, lors de la construction de l'enceinte des fermiers généraux, Damesme était chef de l'atelier Ledoux. « Les contemporains hésitent sur la paternité de certaines œuvres tardives ; ainsi la maison de Mme Leduc, rue du Montparnasse, est donnée par Cellerier à Ledoux, par Krafft à Damesme. » Le 21 novembre 1806, lors des funérailles de Ledoux, Cellerier, Dufourny, Vignon et Damesme tenaient les cordons du poêle.
« En l'an II, quand la Convention organisa des concours d'architecture, Damesme exposa Trois espèces de fermes et obtint un prix. »
Il est inhumé au cimetière du Père-Lachaise (28e division).

## Réalisations et principaux projets

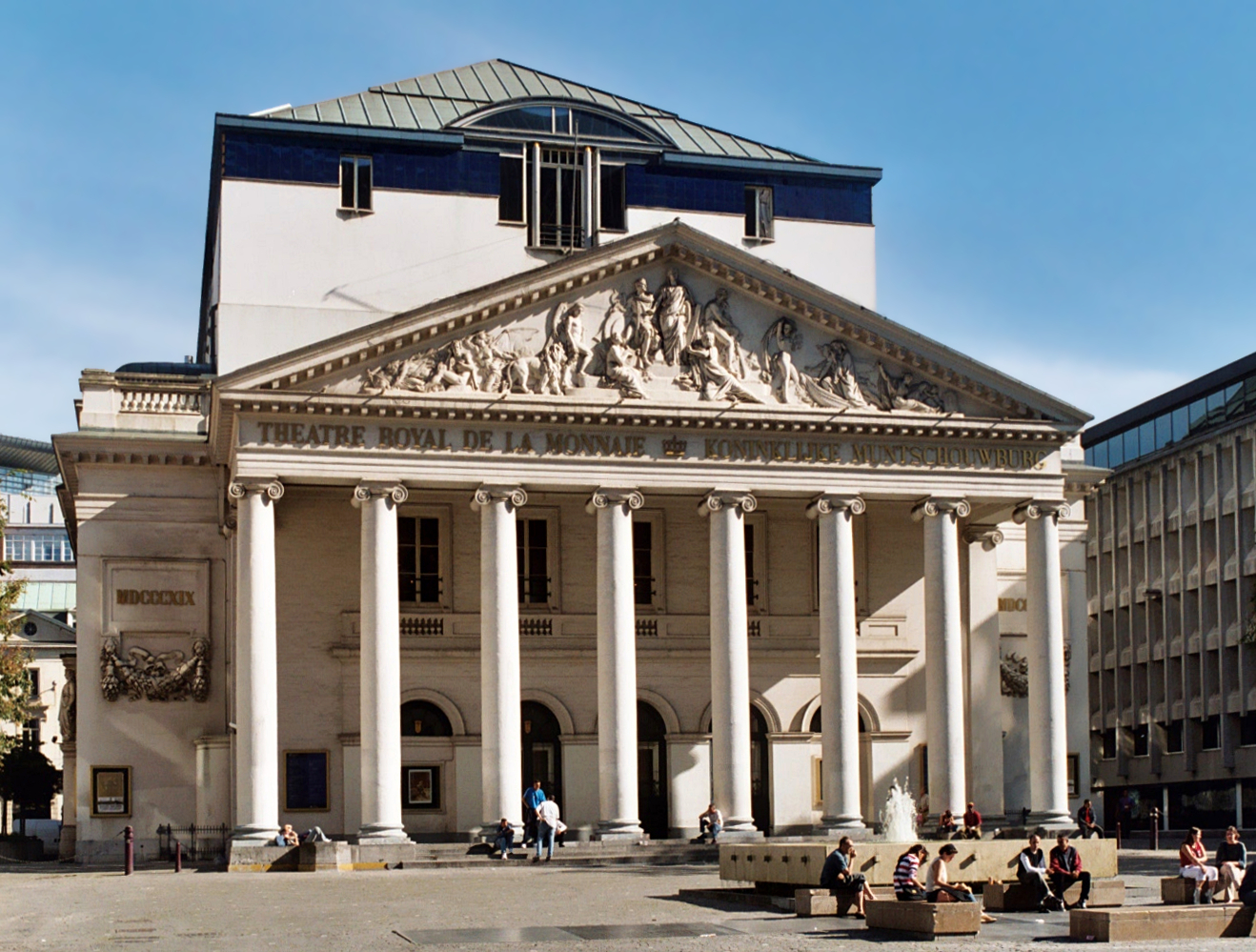
Théâtre de la Monnaie, Bruxelles.

- Théâtre de la Société olympique, rue de la Victoire, Paris (9e arrondissement).
- Maison et manufacture, rue Richer, Paris (9e arrondissement), 1788 : Sur un terrain acquis en association avec un nommé Goyer, Damesme construisit sa propre maison ainsi qu'une manufacture pour un brasseur flamand nommé Weel. « Les façades y étaient rythmées dans une manière proche de celle de Ledoux ; chez Damesme, les arcs étaient en plein cintre, chez Weel, ils étaient ogivaux. »[1]
- Immeubles, rue Saint-Honoré, Paris (1er arrondissement), 1806 : Pour une compagnie d'acheteurs de biens nationaux, Damesme édifia un important groupe d'immeubles sur l'emplacement du couvent des Sœurs tertiaires de la Conception. « L'élévation, aujourd'hui commune aux 10, 12 et 14, rue Duphot, constitue une composition rythmée de séquences ternaires alternant avec des travées simples. »[1]
- Ancien hôtel de Châtillon, nos 136-140, rue du Bac, Paris (7e arrondissement), 1813 : Damesme fut chargé d'aménager cet hôtel dévolu par décret impérial aux Sœurs de la Charité. Il y construisit la chapelle où la Vierge apparut en 1830 à sainte Catherine Labouré.
- Château de Sillery, Épinay-sur-Orge (Essonne) : Damesme aurait construit le château et aménagé les jardins[1].
- Château de Viry, Viry-Châtillon (Essonne) : Aménagement des jardins pour la duchesse de Raguse, née Anne Marie Hortense Perrégaux (1779-1855), femme du maréchal Marmont, qui hérita le domaine de son père, le banquier Jean-Frédéric Perrégaux, en 1808. Ce domaine, laissé à l’abandon, a été détruit en 1950. Seul subsiste le pavillon néogothique, ancienne conciergerie de la propriété, aménagée pour la duchesse de Raguse.
- Château de Courson, Courson-Monteloup (Essonne) : Construction des communs et des écuries pour le duc de Padoue.
- Actuel hôtel de ville, Magny-en-Vexin (Val-d'Oise).
- Théâtre royal de la Monnaie, Bruxelles (Belgique) : Damesme fut appelé à reconstruire le vieux théâtre, rasé en 1818 pour cause de vétusté. La nouvelle salle fut inaugurée le 25 mai 1819. Son péristyle a été très respectueusement rétabli après l'incendie de 1855 par l'architecte Joseph Poelaert qui refit tout le bâtiment.
- Maison du peintre David à Bruxelles, 1818-1819.Lausanne, campagne de Mon-Repos
- Prisons de Bruxelles (Belgique).

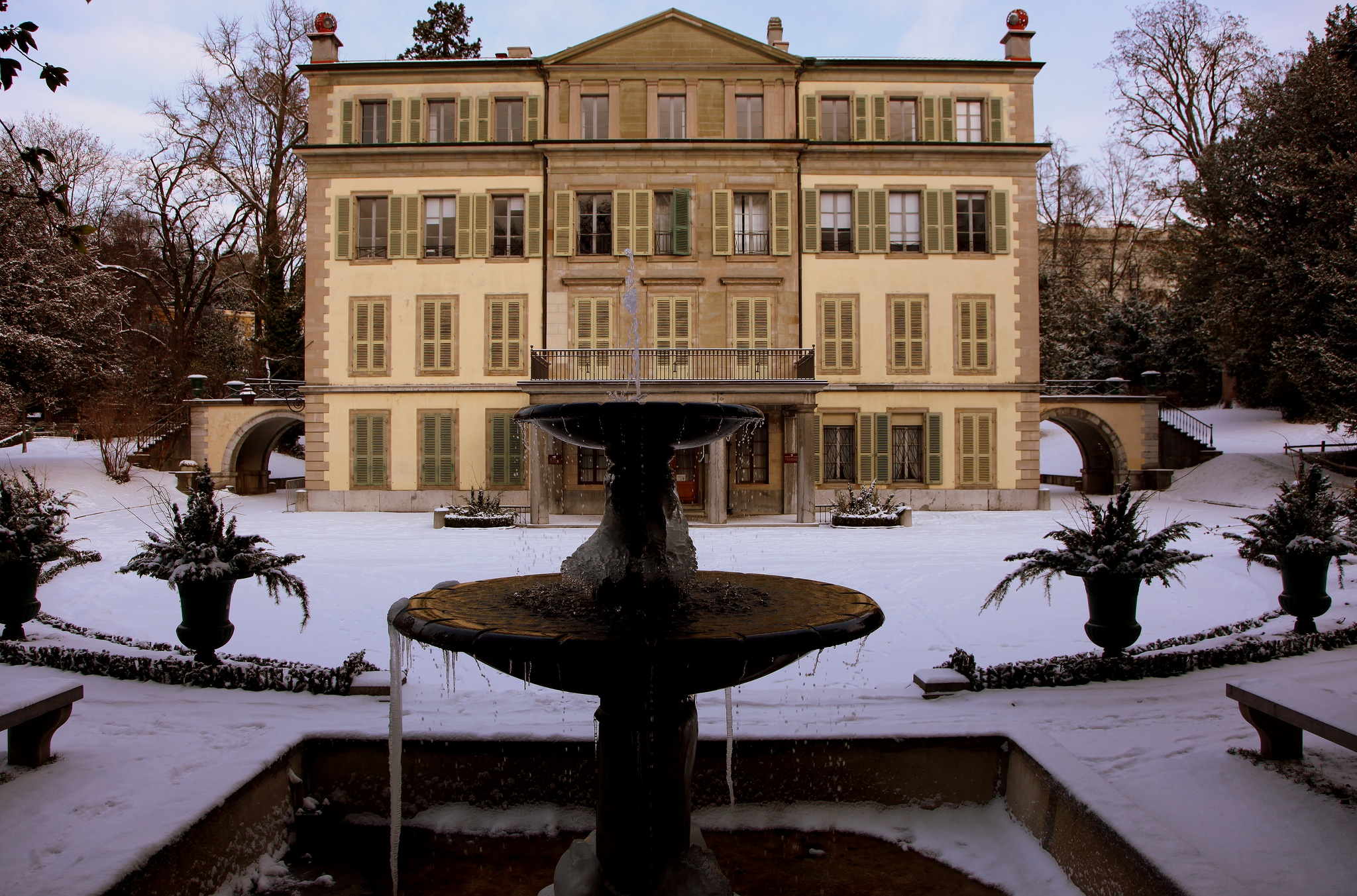
Lausanne, campagne de Mon-Repos

- Maison de campagne de Mon-Repos à Lausanne (Suisse), remaniement et agrandissement de la maison du XVIIIe siècle, construction des dépendances (écuries notamment) pour le banquier Vincent Perdonnet (1818-1821)[3].